# Discovery Center
Le Discovery Center est un centre de sensibilisation à la nature situé dans le comté de Shasta, en Californie, aux États-Unis. Protégé au sein du parc national volcanique de Lassen, il est abrité dans un bâtiment construit dans le style rustique du National Park Service. Livré en octobre 1934, cet édifice sert initialement de résidence au naturaliste en poste dans l'aire protégée, d'où son nom historique de Naturalist's Residence. C'est une propriété contributrice au district historique des Manzanita Lake Naturalist's Services depuis la création de ce district historique le 23 juin 2006.